# Сазерленд, Алисса
Али́сса Са́зерленд (англ. Alyssa Sutherland, род. 23 сентября 1982, Брисбен, Квинсленд, Австралия) — австралийская актриса

 и фотомодель.

## Модельная карьера
Карьера Сазерленд как модели началась, когда она выиграла в 1997 году ежегодный поиск модели молодёжного австралийского журнала Girlfriend. После победы она подписала контракт с австралийским Vogue.
Она много раз участвовала в показах мод, была фотомоделью и работала моделью на телевидении, появляясь в кампаниях для Bulgari, Ralph Lauren, Garnier, Calvin Klein, Chanel, John Frieda, Kérastase, Hugo Boss и Abercrombie & Fitch.
Она была на обложке австралийского Vogue, сингапурского Harper’s Bazaar, немецкого Elle, австралийского Style, итальянского Glamour и Black and White. Сазерленд часто работала с известными фотографами, такими как Херб Ритц, Брюс Вебер, Эллен фон Унверт и Стивен Мисель.
В 2007 году Сазерленд снялась в рекламе шоколадного батончика Flake, когда Cadbury возродил свою легендарную рекламу на телевидении после пятилетнего перерыва.

## Личная жизнь
По состоянию на 2008 год Сазерленд живёт в Нью-Йорке.
В 2012—2013 годах была замужем за Лоуренсом Шанэ.

## Актёрская карьера
Сазерленд снималась в таких фильмах, как «Дьявол носит Prada», «Огненный день», «Не смотри вверх» и «Порочная страсть», также снималась в телесериале «Новый Амстердам» и в роли Аслауг в историческом телесериале «Викинги».

## Фильмография
| Год       |   | Русское название                    | Оригинальное название             | Роль               |
| --------- | - | ----------------------------------- | --------------------------------- | ------------------ |
| 2006      | ф | Дьявол носит Prada                  | The Devil Wears Prada             | персонаж без имени |
| 2006      | ф | Огненный день                       | Day on Fire                       | Шира               |
| 2008      | с | Новый Амстердам                     | New Amsterdam                     | Элис               |
| 2008      | с |                                     | Huge                              | Иззи               |
| 2009      | ф | Не смотри вверх                     | Don't Look Up                     | Клэр               |
| 2011      | с | Закон и порядок: Специальный корпус | Law & Order: Special Victims Unit | Кейт               |
| 2012      | ф | Порочная страсть                    | Arbitrage                         | секретарь Джеффри  |
| 2013      | ф |                                     | The Fortune Theory                | Далила Хайнц       |
| 2013      | ф | Спенсер                             | Spencer                           | Джейн              |
| 2013—2016 | с | Викинги                             | The Vikings                       | Аслауг             |
| 2017      | с | Мгла                                | The Mist                          | Ева Каннингем      |
| 2018      | с | Вне времени                         | Timeless                          | Хеди Ламарр        |
| 2019      | с | Закон и порядок: Специальный корпус | Law & Order: Special Victims Unit | Сэди Паркер        |
| 2023      | ф | Восстание зловещих мертвецов        | Evil Dead Rise                    | Элли               |